# Утраквістичні школи
Утраквістичні школи — двомовні школи у Галичині 1886—1939 рр. У таких школах частина предметів викладалася однією мовою, а частина - іншою. Вперше спроба ввести утраквізм була здійснена в Австро-Угорській імперії у 1886 р., коли польський намісник Галичини А. Голуховський вніс до Галицького крайового сойму проект, в якому пропонував запровадити навчання у всіх школах польською мовою паралельно з німецькою.  Вдруге питання утраквістичного навчання обговорювалося у Соймі 1903-1904 рр., але такий проект не було підтримано. Згодом двомовність була запроваджена як експеримент для русинів (тобто українців), словінців і волохів в дев'яти окремих гімназіях. У 1908 р. в Галичині засноване товариство «Учительська громада», яка боролася за формування мережі українських приватних шкіл, зокрема за перетворення утраквістичних польсько-українських шкіл в україномовні. 
Двомовне навчання в Польщі було введене як обов'язкове для всіх типів шкіл відповідно шкільного закону "lex Grabski" 1924 р. Держ. навч. заклади стали польськими або двомовними: держ. школи з укр. мовою навчання фактично не мали права на існування. Після приєднання Галичини до Радянської України (1939) працювали двомовні українсько-російські школи.